# Agência Internacional de Energia
Agência Internacional de Energia (AIE - em inglês:  International Energy Agency - IEA) é uma organização internacional sediada em Paris ligada a Organização para a Cooperação e Desenvolvimento Econômico (OCDE). Atua como a orientadora política de assuntos energéticos para seus 30 países membros. Os seus esforços tentam assegurar serem confiáveis, acessíveis para uma energia limpa para os seus cidadãos.
Foi fundada durante a crise do petróleo de 1973 1974. O papel inicial da AIE foi a fim de coordenar as medidas a serem tomadas em tempos da crise do petróleo. Tal como os mercados da energia terem sido alterados, de modo a ter AIE como moderador. O seu mandato foi alargado a incorporar o equilíbrio da política energética: segurança energética, o desenvolvimento económico e a protecção do ambiente. O trabalho corrente debruça - se sobre as políticas das alterações climáticas, mercado de reformas, tecnologias energéticas e a colaboração e proximidade com o resto do mundo, especialmente grandes consumidores e produtores de energia, como a China, Índia, Rússia e países da OPEP.
Com uma equipe de cerca de 190 colaboradores, principalmente especialistas na área da Energia entre os 29 países membros, a AIE realiza um amplo programa de investigação energética, compilação de dados, publicações e divulgação pública da política energética mais recente, análises e recomendações sobre as boas práticas.

## Membros
- Alemanha
- Austrália
- Áustria
- Bélgica
- Canadá
- Coreia do Sul
- Dinamarca
- Eslováquia
- Espanha
- Estados Unidos
- Estônia
- Finlândia
- França
- Grécia
- Hungria
- Irlanda
- Itália
- Japão
- Luxemburgo
- México
- Noruega
- Nova Zelândia
- Países Baixos
- Polônia
- Portugal
- Reino Unido
- República Tcheca
- Suécia
- Suíça
- Turquia

## Países Associados
- Brasil
- China
- Índia
- Indonésia
- Marrocos
- Singapura
- África do Sul
- Tailândia